# Med Airways
Med Airways, ursprünglich von 2000 bis 2009 Flying Carpet Airlines, war eine libanesische Fluggesellschaft mit Sitz in Beirut und Basis auf dem Flughafen Beirut. Das Unternehmen hat den Betrieb im Jahr 2016 eingestellt.

## Flugziele
Med Airways bediente von Beirut Ziele im Nahen Osten und in Ostafrika. Des Weiteren bot sie internationale Privat- und Charterflüge an.

## Flotte
Mit Stand Juli 2016 bestand die Flotte der Med Airways aus einer Bombardier CRJ200ER, die zu diesem Zeitpunkt inaktiv war. Darüber hinaus setzte die Gesellschaft in der Vergangenheit Boeing 737-200 ein.